# Spoorlijn Rosenheim - Salzburg
De spoorlijn Rosenheim - Salzburg is een Duitse spoorlijn als spoorlijn 5703 onder beheer van DB Netze.
Het traject maakte deel uit van de historische Bayerische Maximiliansbahn, een spoorlijn tussen Ulm in de deelstaat Baden-Württemberg en de Oostenrijkse grens bij Kufstein en bij Salzburg.
Niet te verwisselen met de Pfälzische Maximiliansbahn tussen Neustadt an der Weinstraße en Wissembourg.

## Geschiedenis
Het traject werd door de Königlich Bayerischen Staats-Eisenbahn in fases geopend:
- 7 mei 1860: Rosenheim - Traunstein, 53,3 km.
- 1 augustus 1860: Traunstein - Freilassing grens, 29,5 km.

## Treindiensten

### Bayerische Regiobahn (BRB)
De BRB verzorgt als opvolger van Meridian de  
grensoverschrijdende regionale treindienst München-Salzburg. Deze trein stopt tussen Rosenheim en Salzburg op alle stations.

### DB
De Deutsche Bahn verzorgt het personenvervoer op dit traject met Intercity's en Eurocity's tussen München en Salzburg.

### ÖBB
De ÖBB rijdt de RailJet treinen op dit traject tussen Salzburg en Innsbruck ieder uur. Op het traject tussen Salzburg en München rijdt men één keer in de twee uur. 
De RailJets stoppen nergens onderweg in tegenstelling tot de Intercity's en Eurocity's van de DB die in München-Ost, Rosenheim, Prien am Chiemsee, Traunstein en Freilassing stoppen. 
RailJets tussen Salzburg en Innsbruck gebruiken in verband met de kortere reistijd dit traject.
Om de reistijd te verkorten werd in 1982 de Rosenheimer Kurve, een verbindingsboog tussen Salzburg en Kufstein geopend.

## Aansluitingen
In de volgende plaatsen was of is er een aansluiting van de volgende spoorwegmaatschappijen:

### Rosenheim
- München - Rosenheim: spoorlijn tussen München en Rosenheim
- Mangfalltalbahn: spoorlijn tussen Holzkirchen en Rosenheim
- Rosenheim - Mühldorf: spoorlijn tussen Rosenheim en Mühldorf
- Rosenheim - Kufstein: spoorlijn tussen Rosenheim en Kufstein
- Rosenheimer Kurve: verbindingsboog tussen Salzburg en Kufstein

### Bad Endorf
- Chiemgauer Lokalbahn: museumspoorlijn tussen Bad Endorf en Obing

### Prien am Chiemsee
- Chiemsee-Bahn: smalspoorlijn tussen Prien am Chiemsee en de Chiemsee
- Chiemgaubahn: spoorlijn tussen Prien am Chiemsee en Aschau im Chiemgau.

### Übersee (Chiemgau)
- Übersee - Marquartstein: spoorlijn tussen Übersee en Marquartstein

### Traunstein
- Traun-Alz-Bahn: spoorlijn tussen Traunstein en Garching
- Traunstein - Ruhpolding: spoorlijn tussen Traunstein en Ruhpolding
- Traunstein - Waging: spoorlijn tussen Traunstein en Waging am See

### Freilassing
- Mühldorf - Freilassing, spoorlijn tussen Mühldorf en Freilassing
- Freilassing - Berchtesgaden, spoorlijn tussen Freilassing en Berchtesgaden

### Salzburg
- Spoorlijn Wenen - Salzburg
- Salzburg-Tiroler-Bahn
- Salzburger Lokalbahn

## Elektrische tractie
Het traject werd in 1933 geëlektrificeerd met een spanning van 15.000 volt 16 2/3 Hz wisselstroom.